# مارتين جونز (رسام)
مارتين جونز (بالإنجليزية: Martyn Jones)‏ هو رسام بريطاني، ولد في 1955 في أبردير ‏ في المملكة المتحدة.